# Electric Counterpoint
Electric Counterpoint — мінімалістична композиція, написана американським композитором Стівом Райхом. Твір складається з трьох частин: «Швидка», «Повільна» і «Швидка». Композитор запропонував дві версії твору: одну для електрогітари і касети (стрічкова частина з двома електричними бас-гітарами та 7-ми електрогітарами), а інша для ансамблю гітар.

## Створення і виконання
Це було вперше записано гітаристом Патом Метені в 1987 році і випущено разом з Reich's Different Trains у виконанні квартету Кроноса в Nonesuch 979 176-2. Метені записав твір з використанням екстенсивного накладення в студії звукозапису. Гітаристи, охочі виконати твір, можуть використовувати попередньо записану ансамблеву композицію Метені або зробити запис самостійно, додавши 13-ту гітару в живий виступ. У 2007 році гітарний ансамбль Forestare зробив перший запис менш відомої другої версії на ATMA Classique.
Як і в інших творах Райха, цей твір вплинув на багатьох сучасних музичних виконавців, таких як The Orb, які семплували третю частину запису Пата Метені як один з гачків «Little Fluffy Clouds» і RJD2, який семплував частину початку своєї пісні «The Proxy» з його першого релізу, Deadringer. У 2008 році Joby Burgess' Powerplant аранжував роботу для Xylosynth, переймаючи вплив від Метені і Orb. Зовсім недавно Röyksopp назвав пісню після третьої частини. Дует зробив дві версії «True to Original Edit» і «Milde Salve.» З 2012 року гітарист Radiohead Джонні Грінвуд виконав твір на кількох фестивалях і на концертах за участю Лондонського сучасного оркестру; Він записав цей твір для альбому Nonesuch album of Reich works під назвою Radio Rewrite, випущеного в тому ж році (назва альбому була натхненна двома піснями Radiohead).
Третя частина цього твору була включена в Edexcel GCSE Anthology of Music, в другій області дослідження, музики в 20-м столітті.
Electric Counterpoint III Fast був показаний в відеогрі Civilization V як один з «великих творів музики».
Третя частина також фігурує в the Bluecoats Drum та Bugle Corps 2015 виробництва «Kinetic Noise».

## Записи
- Electric Counterpoint, Pat Metheny soloist, Discogs [Архівовано 19 серпня 2018 у Wayback Machine.], 1989. CD. Included on Steve Reich: Works 1965—1995.
- Electric Counterpoint, David Tanenbaum, New Albion Records, 1994. CD
- Electric Counterpoint, Tatjana Kukoč, Edition al segno, 1994. CD
- Electric Counterpoint, Forestare Ensemble, ATMA [Архівовано 3 жовтня 2015 у Wayback Machine.], 2007. CD
- Electric Counterpoint, Powerplant — Joby Burgess soloist, signumrecords, 2008. CD
- Electric Counterpoint, Röyksopp, two versions [Архівовано 23 січня 2013 у Wayback Machine.], 2010.
- Electric Counterpoint Version for Percussions, Kuniko Kato percussion soloists, Linn Records, 2011. CD/SACD 5.1/Download
- Electric Counterpoint on Moog Guitar, Tom Fleming, Ditto Music, 2013 (download, itunes [Архівовано 19 серпня 2018 у Wayback Machine.]).
- Electric Counterpoint, Jonny Greenwood soloist, on the album Radio Rewrite, Nonesuch [Архівовано 19 серпня 2018 у Wayback Machine.], 2014. CD/download.